# 法蔵寺 (新宿区)
法蔵寺（ほうぞうじ）は、東京都新宿区にある浄土宗の寺院。

## 歴史
1591年（天正19年）、松平親良の開基である。親良は福釜松平家の出身で、三河国碧海郡福釜（現・愛知県安城市福釜町）にあった「法蔵寺」を移したものという。
元々は親良の屋敷内に位置していたが、寛永年間（1624年-1644年）に現在地に移転している。
墓地には、福釜松平家や長唄の唄方吉住小三郎（初代-3代）の墓があったが、松平家は谷中天王寺に、吉住家は麻布西福寺に移葬された。

## 交通アクセス
- 東京メトロ丸ノ内線四谷三丁目駅3番出口より徒歩4分（経路案内）。
- 四ツ谷駅より徒歩11分（経路案内）。